# 1997년 대한민국의 영화
다음은 1997년에 대한민국의 영화에 관한 서술한다.

## 흥행 주요 기록
흥행 당시에 외화 1위는 〈쥬라기 공원 2〉이 관객수 서울 100만명을 세웠고, 방화 1위는 〈편지〉가 관객수 서울 72만명을 넘었다. 앞서 2위 〈접속〉 (67만명), 3위 〈창〉 (41만명), 4위 〈비트〉 (34만명), 5위 〈할렐루야〉 (31만명), 6위 〈넘버 3〉 (29만명), 7위 〈체인지〉 (16만7천명), 8위 〈초록물고기〉 (16만3천명), 9위 〈미스터 콘돔〉 (15만명), 10위 〈올가미〉 (14만명) 등은 흥행이 차지하였다. 관객동원율은 외화 74.5%(96년 기준, -2.4%) 줄었고, 방화 25.5%(96년 기준, +2.4%)으로 증가되었다.

## 이벤트 및 수상
- 제33회 백상예술대상
- 제1회 부천국제판타스틱영화제
- 제2회 부산국제영화제
- 제35회 대종상 영화제
- 제17회 한국영화평론가협회상
- 제18회 청룡영화상
- 제20회 황금촬영상
- 송년호 발행 : 씨네21 영화상

## 같이 보기
- 1997년 영화
- 대한민국의 영화